# Comuna Kormove, Pervomaiske
Kormove (în ucraineană Кормове) este o comună în raionul Pervomaiske, Republica Autonomă Crimeea, Ucraina, formată din satele Kormove (reședința) și Tîhonivka.

## Demografie
Componența lingvistică a comunei Kormove
     Rusă (62,92%)
     Ucraineană (17,33%)
     Tătară crimeeană (17,15%)
     Belarusă (1,16%)
     Alte limbi (0,24%)
Conform recensământului din 2001, majoritatea populației comunei Kormove era vorbitoare de rusă (62,92%), existând în minoritate și vorbitori de ucraineană (17,33%), tătară crimeeană (17,15%) și belarusă (1,16%).